# Sorry (canción de Grace Jones)
«Sorry» (en español: «Perdón») es el segundo sencillo de la cantante y actriz jamaicana Grace Jones, lanzado en 1976 por la etiqueta Orfeus en Francia y Beam Junction en los Estados Unidos. La canción fue incluida en su álbum debut Portfolio, publicado en 1977 en Island Records, junto con el sencillo "That's the Trouble". En determinados territorios, el sencillo fue lanzado como un sencillo de doble cara. "That's the Trouble" fue relanzado como sencillo en Francia en 1984, tanto en 7" y 12", que también incluye una versión instrumental. Tanto la versión original y la instrumental de "That's the Trouble" y los mix en 12" siguen siendo inéditos en CD.

## Lista de sencillos

### "Sorry"
- US 7" single (1976)  BJ102

1. «Sorry»  - 3:58
2. «That's the Trouble» (Nuevo Mix)  - 3:30

- US 12" single (1976)  12-BJ 1001

1. «Sorry» (Versión extendida)  - 6:42
2. «That's the Trouble» (Versión extendida)  - 7:02

- US 12" promo (1976)

1. «Sorry» (Versión extendida)  - 6:42
2. «That's the Trouble» (Versión extendida)  - 7:02

- FR 7" single (1976)  990.141

1. «Sorry» - 3:58
2. «That's the Trouble» (Nuevo Mix)  - 3:30

### "That's The Trouble"
- US 12" single (1976) Beam Junction 12 BJ1001

1. «That's the Trouble» (Versión extendida)  - 7:02
2. «Sorry» (Versión extendida)  - 6:42

- FR 12" single (1976)  900.071

1. «That's the Trouble» (Versión extendida)  - 7:02
2. «Sorry» (Versión extendida)  - 6:43

- FR 7" single (1984)

1. «That's the Trouble»  - 3:58
2. «Sorry» - 3:30

- FR 12" single (1984)

1. «That's the Trouble»
2. «That's the Trouble» (Instrumental)
3. «I Need a Man»
4. «Sorry»

- IT 12" single (1976)  DBR 9201

1. «That's the Trouble»
2. «Sorry»

- JP 7" promo

1. «That's the Trouble»
2. «Sorry»

## Posicionamiento
| Listas (1977)                 | Posición |
| ----------------------------- | -------- |
| Billboard Hot 100             | 71       |
| Billboard Hot Dance Club Play | 7        |